# K-21 VCI
El K-21 surge como el reemplazo de los blindados surcoreanos de las series K200 (derivados del M113) en servicio actualmente, los cuales están siendo entregados en lotes al Ejército de la República de Corea; y siendo designados en el servicio como los K300 o K-21 VCI, y su acrónimo en inglés es KNIFV (Korea Next-generation Infantry Fighting Vehicle). Las primeras unidades de producción se programaron en 2008, siendo el ROKA su principal usuario usuario hasta el momento, del blindado se dispone aproximadamente 466 unidades ahora desplegadas en la DMZ. Su diseño le da un efectivo poder de fuego para derrotar otros TPB's con su pesado armamento, su duro blindaje y sus capacidades en combate, similares a las del BMP-3 ruso.

## Historia
Con el K-200 Corea del Sur se había equipado con un blindado de fabricación doméstica que posibilitó crear una base industrial propia. Pero el vehículo a pesar de ser etiquetado como IFV (vehículo de combate de infantería, VCI) era poco más que una mejora local del M-113, realizada en Corea y con el máximo de tecnología coreana. Su coste era menor al del AIFV pero también sus prestaciones. Para el siglo XXI, hacía falta que la industria coreana creara algo mejor para que el ejército pudiera hacer frente a la amenaza norcoreana. El nuevo diseño debía tener mayor poder de fuego, blindaje y movilidad para derrotar acsus equivalentes norcoreanos, similares al BMP-3 ruso.  Para comprar suficientes blindados el precio objetivo era de unos USD$3,5 millones, mientras que los modelos similares de blindados, como el norteamericano Bradley; y el alemán Puma cuestan desde USD$4 hasta USD$5 millones, casi lo mismo que cuesta un carro de combate de mejores prestaciones. Este VCI surcoreano supera en muchos aspectos según sus creadores a sus homólogos extranjeros, entre ellos el de manufactura rusa; dotándole de una gran serie de características, incluyendo la facilidad y agilidad en combate; así como con una muy alta movilidad, casi nula con los KIFV o K-200 en servicio a los que reemplazará. En la adopción del K-21 influyó que el Ejército de Corea del Sur operó durante años 50 BMP-3 en una brigada que simulaba tácticas del Ejército de Corea del Norte. Cuando se adquirieron en los 90 se pensaba que Corea del Norte los compraría, pero la predicción resultó demasiado optimista.
La producción en serie comenzó en el 2009. El  VCI en cuestión será el que sustituirá a los blindados KIFV que el Ejército surcoreano usa actualmente. El Instituto Coreano de Estudios de la Defensa también ha dicho que el K-21 tiene buenas perspectivas en términos de exportaciones. Su precio será de unos USD$3,5 millones, mientras que los modelos similares de blindados, como el norteamericano Bradley; y el alemán Puma cuestan desde USD$4 hasta USD$5 millones, casi lo mismo que cuesta un carro de combate de mejores prestaciones, aparte del excesivo consumo de combustible dado en el blindado estadounidense. Este VCI surcoreano supera en muchos aspectos según sus creadores a sus homólogos extranjeros, entre ellos el de manufactura rusa; dotándole de una gran serie de características, incluyendo la facilidad y agilidad en combate; así como con una muy alta movilidad, casi nula con los KIFV, actualmente en servicio.
En la creación del blindado han participado la empresa coreana Doosan Infracore; constructora local de los BMP-3, y una docena de empresas del sector defensa surcoreano. El precio a pagar es algo elevado, estando por los US$2.8 millones (alrededor 91 millones de wons). Australia fue el primer cliente de exportación, habiéndose presentado a varios concursos en otros países.

## Descripción básica
El nuevo blindado de la infantería cuenta con un peso de 26 toneladas, un armamento que es el de un cañón automático de 40 mm, dos ametralladoras calibre 7,62 mm y lanzador de misiles SPIKE antitanque guiados. El K-21 es perfectamente capaz de superar los obstáculos a cruzar y/o vadear, como corrientes y cauces de agua; dispone para ello de un motor bastante poderoso, de una velocidad de 70 km / h en tierra y 7.8 km / h en el agua. La tripulación fija consta de  3 personas, y en el compartimiento de tropa puede alojar a nueve soldados con sus equipor completos. El blindado máquina ofrece una mejor protección para el personal a bordo a través del uso de sensores accionados por láser y sensores infrarrojos que pueden detectar el ataque del enemigo. El cambio de armas de fuego de calibre menor, por un arma de tan alta cadencia de fuego, con 300 disparos por minuto; aparte del uso de proyectiles perforantes de blindaje, le permiten el atacar aeronaves en vuelos a baja altura, tales como helicópteros y aviones, siendo su distancia efectiva de hasta 7 kilómetros.

### Construcción
El chasis del K-21 está construido íntegramente en su exterior de fibra de vidrio, reduciéndose así su peso total, y dándole a éste la capacidad de atravesar largos trayectos a grandes velocidades sin estar dotado de motores voluminosos y/o poderosos, o en algunos casos sobrecargados. El K-21 es mucho más ligero que otros TPB's, en los que se incluye el Bradley norteamericano, el Combat Vehicle 90 sueco, el alemán Puma, y el británico Warrior con un notable incremento en su velocidad tope, rango efectivo, consumo de combustible, capacidad de carga y es anfibio.
El diseño fue finalmente puesto en producción en el 2009, y para los próximos 10 años se han asignado partidas presupuestarias para promover y refinar su desarrollo e investigación; con cerca de USD$80 millones asignados para tal fin. Más del 85% del programa del vehículo, así como su diseño es de manufactura local. Pero en un próximo rediseño se prevé dotarle de capacidades anfibias totales para este tipo de operaciones, ya que en las primeras pruebas de operación a las que se ha sometido sen han encontrado serias fallas en este modelo; de las que se predice por el fabricante, serán corregidas en lo posible en el nuevo modelo.
En 2023, el K-21 fue seleccionado para la próxima generación de VCI de Australia dentro del programa LAND 400 Fase 3. Se contrató la entrega de 129 vehículos y lla mayoría se construirán localmente en Geelong, Victoria. Para ganar el concurso australiano de IFV (Infantry Fighting Vehicle) el Redback (adaptación a los requisitos australianos) se sometió con éxito a las pruebas y evaluaciones más competitivas del mundo, demostrando su maniobrabilidad y letalidad en comparación con otros vehículos blindados de combate.

### Armamento
La torreta; con asientos para dos hombres, del K-21 VCI está armada con un conjunto de artillería compuesta de un cañón semiautomático de la firma S & T en la referencia hecha bajo licencia K40 40 mm capaz de disparar municiones del tipo APFSDS de alto poder explosivo, de cabeza fumígena, y de las municiones de uso múltiple, así como una ametralladora de calibre 7,62 mm. Esto se combina junto con un avanzado sistema de control de fuego y un estabilizador de dos planos para el cañón; que por lo general se encuentran en la tercera generación de carros de combate,y que harán del K-21 VCI; junto al Puma alemán, capaces de movilizarse y realizar sus cometidos con un muy alto grado de precisión al mismo tiempo. La munición para el cañón automático se almacena en la torreta, permitiéndole su uso inmediato.
El cañón de 40 mm dispone de una cadencia de fuego de hasta 300 disparos por minuto, con una velocidad de salida del proyectil de hasta 1.005 m / s. Las rondas APFSDS mejoradas le permiten a ésta ojiva el penetrar de 160 hasta 220 mm de blindaje; un nivel superior frente a cartuchos de calibre similar y del tipo APFSDS, debido al proceso de auto-afilado automatizado con el cual la cabeza del cartucho en cuestión puede penetrar un blindaje.
La munición de usos múltiples (Hangul: 복합기능탄) tiene varios modos de acción como el de proximidad, ráfaga antiaérea, de tiro perforante y de tiro fragmentario. El modo puede ser configurado por el sistema de control de fuego y tiro FCS K-21, que transmite los datos necesarios para un sistema que luego le permite realizar pequeñas modificaciones a la programación del cartucho para así configurar su modo de uso antes de que sea disparado. Esto le permite al artillero un mayor control sobre la trayectoria y el impacto de la ronda, la ampliación del alcance y efectividad sobre los posibles objetivos de los vehículos blindados enemigos, así como para tropas, aviones en vuelo bajo e incluso blindados enemigos.
El armamento de tipo antiblindaje incluye misiles de tercera generación desarrollados localmente, con un rendimiento similar al del Spike israelí, y con el mismo grado de penetración (entre 700 mm a 1000 mm) de materiales tipo RHA (Rolled Homogenous Armour Steel).

### Sistemas de imágenes y sensores

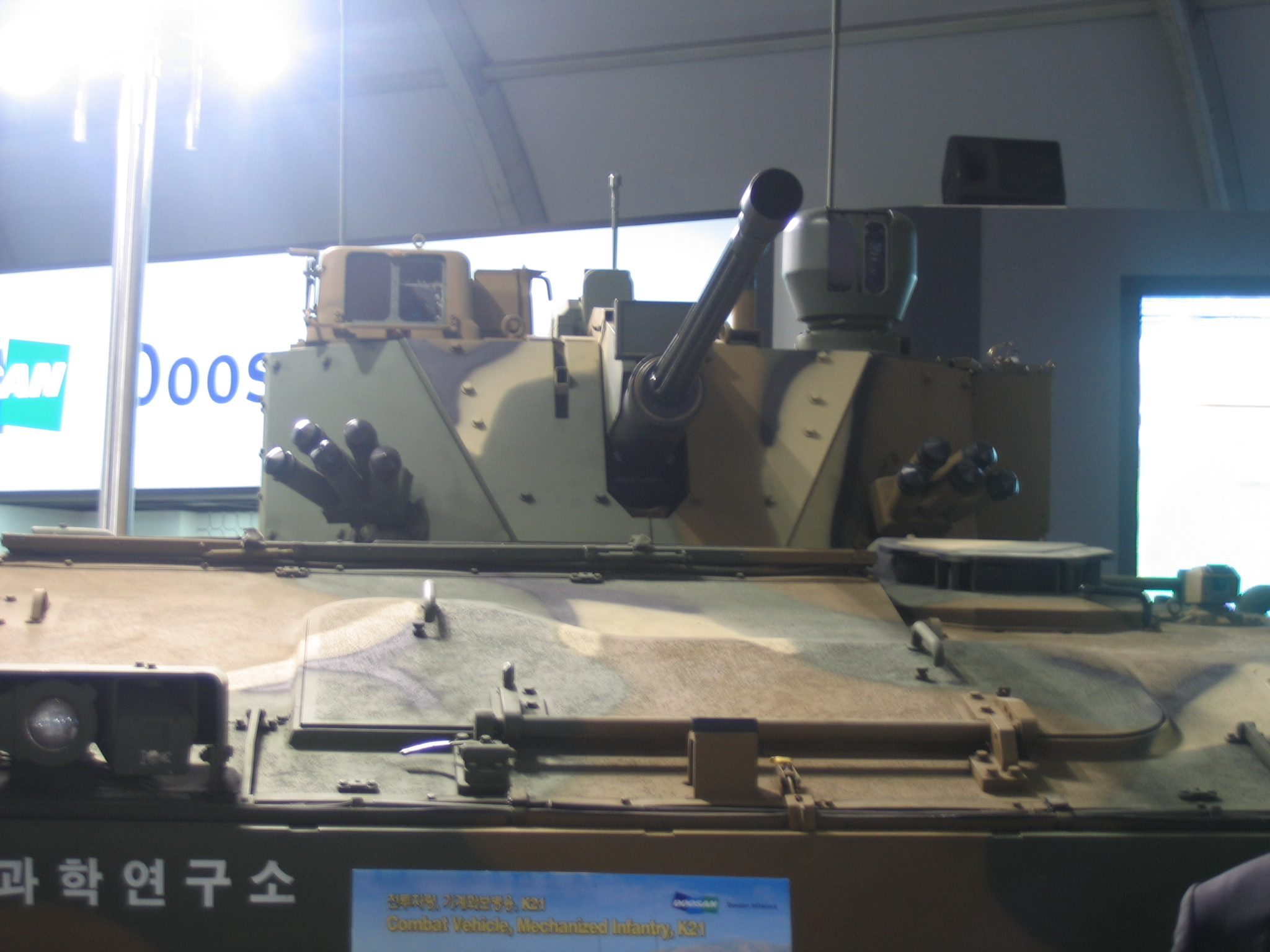
Una toma en donde se puede apreciar algunos de los sistemas de protección pasiva (lanzagranadas fumígenas), y activa (cañón de calibre 40 mm manufacturado bajo licencia).

El sistema de control de fuego es capaz de detectar y seguir blancos desde distancias lejanas como 6.000 metros de distancia, y es capaz de identificarlos desde los 3.000 metros de distancia. Hay también sensores FIB presentes en los controles de puntería y sistemas anexos. El vehículo también tendrá la capacidad cazador-asesino contando con los sistemas de visión del comandante para un uso separado; por medio del sistema de visión panorámica del comandante del VCI o ICPS, y de la vista del artillero (Gunner vista Primaria IFV o IGP), que puede detectar blancos aéreos y de tierra. Los sistemas de miras y anexos son diseñados por Samsung Thales.
El sistema de visión del artillero está equipado con una pantalla visora de tercera generación con guiado térmico; y un telémetro láser de 1,54 micrones de amplitud. Este sistema en conjunto es capaz de detectar objetivos a partir de 6.000 metros e identificarlos a partir de 3.000 metros de distancia. Las miras del comandante están equipadas con el mismo sistema que el del artillero. Esto le permitirá al artillero el usar las imágenes del sistema de miras del comandante para atacar posibles objetivos en caso de que sus ojos estén lesionados o deslumbrados. El comandante del vehículo también tiene la capacidad de anular la orden del artillero en caso de un error,  y tomar el control del cañón, de los sistemas en uso por parte del artillero; y de la torreta en su totalidad.
Aunque no se sabe mucho acerca de la composición del blindaje del K-21 VCI, el blindaje frontal del vehículo está específicamente diseñado para proteger contra los posibles impactos de un cañón de gran calibre, como el 30 mm al usar municiones APDS (en este caso sería el 2A72 utilizado en  el BMP-2); que tiene aproximadamente una capacidad perforante de 50 mm en disparos hechos desde distancias de hasta 1000 m. El blindaje lateral está diseñado para proteger contra el posible castigo que inflinjan municiones del calibre 14,5 mm del tipo AP, que tienen aproximadamente un poder de parada de hasta 25 mm de penetración de blindajes en distancias de disparo de hasta los 1000 m. La parte superior puede soportar los fragmentos de proyectiles de artillería de calibre 152 mm que le impacten en una explosión hasta a una distancia de 10 metros. Muchas especulaciones son hechas daado el secreto que envuelve al blindado, y hacen suponer que el K-21 VCI tiene un blindaje especial que consistiría de varias capas (con varias de fibra de vidrio del tipo S-2 y otras de tipo cerámico monolítico, e incluyen aleaciones de aluminio ligero), casi similares al blindaje tipo Chobham inglés.
El vehículo tiene un sistema de auto-sellado en el depósito de combustible; lo que le permite el absorber el impacto de un proyectil sin sufrir daños considerables. También hay un sistema automático de extinción de incendios en el interior del vehículo para sofocar los posibles incendios y/o sus connatos internos que podrían hacer entrar en llamas el vehículo, o incluso detonar sus municiones; dañando a sus tripulantes.
El  K-21 VCI PIP incluirá un nuevo sistema de protección activa y sistemas de contramedidas del tipo antimisiles similar al AWiSS que también será utilizado para el K2 PIP. Esto aumentará la capacidad del vehículo para defenderse de diversos ATGM disponibles en el arsenal enemigo.

### Compartimiento de tropas
El K-21 VCI es capaz de alojar a un total de 9 pasajeros y 3 tripulantes en el casco del vehículo. Con el sistema de gestión de combate (BMS, por sus siglas en inglés); la tripulación del vehículo y los pasajeros en el interior del vehículo pueden ser inmediatamente notificados sobre el medio ambiente que les rodea, mejorando su conocimiento del entorno de combate antes de su despliegue. Una pantalla de 15 pulgadas está instalada en el interior del habitáculo, lo que les ofrece a sus ocupantes diversos datos del sistema BMS que pueden ser usados en la misión a realizar. El vehículo está equipado con una cámara CCD externa con la cual, los pasajeros en su interior pueden analizar el entorno de combate utilizando la misma imagen dada.

### Movilidad y motorización
El K-21 VCI está equipado con el motor de la firma Doosan D2840LXE V-10 diésel, turbocargado. El vehículo, de por sí, ya pesa aproximadamente 25 toneladas que, combinadas con la planta motriz total del motor, le proporcionan una relación potencia a peso de 27 hp/t. El K-21 PIP desarrollará más fuerza contando con una mejorada motorización, que le proporcionará al vehículo una fuerza incrementada hasta los 840hp.
El sistema de suspensión es el mismo usado en el K2 Black Panther, que consta del sistema ISU (In Arm Suspension System, por sus siglas en inglés). Se sabe que en el próximo diseño se ha pensado el no sustituirle este tipo de suspensión, en razón a la posible logística que se de en el campo de batalla en el futuro.
Al vehículo se le ha diseñado un sistema de flotación mediante '"Pontones", lo que le brinda mayor flotabilidad en el agua sin que se pongan pesos adicionales en el vehículo.

### Valor en el mercado
Actualmente el precio estimado de este vehículo blindado es de aproximadamente USD$2.8 millones (KRW₩3,200,000,000.)

## Usuarios
- Corea del Sur

550 unidades hasta la fecha.
- Indonesia

El gobierno de Indonesia ha pedido 22 K-21.
- Malasia

Hasta ahora han sido ofrecidos, sin confirmarse su compra.

### Vehículos similares
- Schützenpanzer Puma
- Lynx
- TAM VCTP
- ZBD-97
- K-200 IFV
- AIFV
  M2/M3 Bradley
- /ASCOD Pizarro/ULAN
- AMX-10P
- Namera
  Achzarit
- Dardo
- Tipo 89 VCI
- VCI Anders
- FV510 Warrior
- BMP-3
  BMP-T
- Bionix VCI
- CV90/CV9030/CV9040

### En videos
- K-21 video
- K-21 on Armour.ws

- Datos: Q486699
- Multimedia: K21 NIFV / Q486699